# بات براون (ممثل تلفزيوني)
بات براون (بالإنجليزية: Pat Crawford Brown)‏ (و. 1929 – 2019 م) هي ممثلة تلفزيونية، وممثلة أفلام، ومُدرسة أمريكية، ولدت في نيويورك، توفيت عن عمر يناهز 90 عاماً.

## وصلات خارجية
- بات براون على موقع IMDb (الإنجليزية)
- بات براون على موقع ألو سيني (الفرنسية)
- بات براون على موقع أول موفي (الإنجليزية)
- بات براون على موقع قاعدة بيانات الأفلام السويدية (السويدية)
- بات براون على موقع قاعدة بيانات الفيلم (الإنجليزية)
- بات براون على موقع كينوبويسك (الروسية)